# Libra (força)

A  libra-força (símbolo: lbf ou lbf), também referida como libra-peso,  é uma  unidade de força usada em alguns sistemas de medida, tais como o sistema de unidades inglesas de engenharia (English Engineering units) e o British Gravitational System.
A força no Sistema Internacional de Unidades é medida em newtons. Uma libra-força é igual ao peso (sendo o peso uma força) exercido sobre uma massa de uma libra (0,45359237 kg) submetida  à gravidade padrão.
Assim, o valor da libra-força define-se, em relação ao Sistema Internacional de Unidades, pelo produto:
0,45359237 kg × 9,806 65 m/s2
Portanto:
1 lbf = 4,4482216152605 N

## Definições
A libra-força é igual à força da gravidade exercida sobre uma  massa de uma libra (massa) avoirdupois na superfície da Terra. Desde o século XVIII, essa unidade tem sido usada em medições de baixa precisão, nas quais pequenas mudanças na  gravidade da Terra (que varia, conforme o lugar, em até 0,5%) são irrelevantes.
Mas o século XX trouxe a necessidade de definição mais precisa. Era preciso ter um valor normalizado para a aceleração devida à gravidade.  Hoje, de acordo com a  Conferência Geral de Pesos e Medidas (CGPM), a gravidade usualmente considerada é 9.80665 m/s2 (cerca de  32.174 049 ft/s2).
Em 1901, a  Terceira CGPM,  em sua segunda resolução, estabeleceu que:

« O número adotado pelo Serviço Internacional de Pesos e Medidas para o valor da  aceleração normal da gravidade é de   980,665 cm/s2, número já sancionado por algumas legislações. »  980,665 cm/s2, valor já estabelecido na legislação de alguns países.
Esse valor era a referência convencional para calcular o quilograma-força, uma unidade de força que caiu em desuso desde a introdução do Sistema Internacional de Unidades (SI).
A aceleração do campo gravitacional padrão (gn) e a  libra avoirdupois  (lbm) definem  a libra-força como:
{\displaystyle {\begin{aligned}1\,{\text{lbf}}&=1\,{\text{lbm}}\times g_{\text{n}}\\&=1\,{\text{lbm}}\times 9.80665\,{\tfrac {\text{m}}{{\text{s}}^{2}}}/0.3048\,{\tfrac {\text{m}}{\text{ft}}}\\&\approx 1\,{\text{lbm}}\times 32.174049\,\mathrm {\tfrac {ft}{s^{2}}} \\&=32.174049\,\mathrm {\tfrac {ft{\cdot }lbm}{s^{2}}} \\1\,{\text{lbf}}&=1\,{\text{lbm}}\times 0.45359237\,{\tfrac {\text{kg}}{\text{lbm}}}\times g_{\text{n}}\\&=0.45359237\,{\text{kg}}\times 9.80665\,{\tfrac {\text{m}}{{\text{s}}^{2}}}\\&=4.4482216152605\,{\text{N}}\end{aligned}}}
Essa definição também pode ser expressa em slug. Um slug tem uma massa de 32.174049 lbm.  Uma libra-força é o montante de força requerida para acelerar um slug à razão de 1 ft/s2 Portanto:
{\displaystyle {\begin{aligned}1\,{\text{lbf}}&=1\,{\text{slug}}\times 1\,{\tfrac {\text{ft}}{{\text{s}}^{2}}}\\&=1\,{\tfrac {{\text{slug}}\cdot {\text{ft}}}{{\text{s}}^{2}}}\end{aligned}}}

## Conversão para outras unidades
| v d e | newton (unidade do SI) | dina         | quilograma-força   | libra-força         | poundal             |
| --- | ---------------------- | ------------ | ------------------ | ------------------- | ------------------- |
| 1 N | ≡ 1 kg⋅m/s2            | = 105 dyn    | ≈ 0.10197 kp       | ≈ 0.22481 lbf       | ≈ 7.2330 pdl        |
| 1 dyn | = 10−5 N               | ≡ 1 g⋅cm/s2  | ≈ 1.0197 × 10−6 kp | ≈ 2.2481 × 10−6 lbf | ≈ 7.2330 × 10−5 pdl |
| 1 kp | = 9.80665 N            | = 980665 dyn | ≡ gn⋅(1 kg)        | ≈ 2.2046 lbf        | ≈ 70.932 pdl        |
| 1 lbf | ≈ 4.448222 N           | ≈ 444822 dyn | ≈ 0.45359 kp       | ≡ gn⋅(1 lb)         | ≈ 32.174 pdl        |
| 1 pdl | ≈ 0.138255 N           | ≈ 13825 dyn  | ≈ 0.014098 kp      | ≈ 0.031081 lbf      | ≡ 1 lb⋅ft/s2        |
| O valor de gn tal como usado na definição oficial do quilograma-força é usado aqui para todas as unidades gravitacionais. |                        |              |                    |                     |                     |

## Sistema FPS (pé-libra-segundo) de unidades
| Base           | força, comprimento, tempo | força, comprimento, tempo | peso, comprimento, tempo | peso, comprimento, tempo | massa, comprimento, tempo | massa, comprimento, tempo | massa, comprimento, tempo | massa, comprimento, tempo |
| -------------- | ------------------------- | ------------------------- | ------------------------ | ------------------------ | ------------------------- | ------------------------- | ------------------------- | ------------------------- |
| Força (F)      | F = m⋅a = w⋅⁠a/g⁠           | F = m⋅a = w⋅⁠a/g⁠           | F = m⋅⁠a/gc⁠ = w⋅⁠a/g⁠       | F = m⋅⁠a/gc⁠ = w⋅⁠a/g⁠       | F = m⋅a = w⋅⁠a/g⁠           | F = m⋅a = w⋅⁠a/g⁠           | F = m⋅a = w⋅⁠a/g⁠           | F = m⋅a = w⋅⁠a/g⁠           |
| Peso (w)       | w = m⋅g                   | w = m⋅g                   | w = m⋅⁠g/gc⁠ ≈ m           | w = m⋅⁠g/gc⁠ ≈ m           | w = m⋅g                   | w = m⋅g                   | w = m⋅g                   | w = m⋅g                   |
| Sistema        | FPS                       | Técnico                   | Inglês                   | Métrico                  | FPS                       | CGS                       | MTS                       | SI                        |
| Aceleração (a) | ft/s2                     | m/s2                      | ft/s2                    | m/s2                     | ft/s2                     | Gal                       | m/s2                      | m/s2                      |
| Massa (m)      | slug                      | hyl                       | lbm                      | kg                       | lb                        | g                         | t                         | kg                        |
| Força (F)      | lb                        | kp                        | lbF                      | kp                       | pdl                       | dyn                       | sn                        | N                         |
| Pressão (p)    | lb/in2                    | at                        | PSI                      | atm                      | pdl/ft2                   | Ba                        | pz                        | Pa                        |